# Кэйли, Лейла
За́ра «Ле́йла» Кэ́йли-Кови́но (англ. Zara «Layla» Kayleigh-Covino; 26 января 1984, Лондон, Англия, Великобритания) — британско-американская актриса, журналистка и телеведущая.

## Биография
Лейла Кэйли (настоящее имя Зара Кэйли) родилась 26 января 1984 года в Лондоне (Англия, Великобритания). 11 сентября 2008 года Кэйли получила гражданство США.
Лейла начала свою журналистскую карьеру в 2006 году. В 2008 году Кэйли сыграла роль Мэдисон Лейн в фильме «Простое обещание».
В 2011—2017 годы была замужем за журналистом Стивом Ковино, от которого у неё есть дочь — Мелоди Рейн Ковино (род. 2 ноября 2009).